# Atlantic Star Airlines
Atlantic Star Airlines es una compañía británica fundada por tres antiguos y actuales pilotos de British Airways que planean crear una línea aérea específica para servir el territorio de ultramar británico de Santa Elena, Ascensión y Tristán de Acuña en el océano Atlántico Sur una vez que el primer aeropuerto de la isla, el Aeropuerto de Santa Elena, se abra en 2016.
La empresa busca hacer una oferta para ser contratado por el gobierno para volar a Santa Elena, y ser subvencionado por el Departamento Británico para el Desarrollo Internacional (DFID). Los planes son para servir a una red de rutas que operará desde Londres, pase por la isla y luego a Ciudad del Cabo con un avión Boeing 757-200 especialmente adaptado para tener más combustible para los vuelos de larga distancia. Agregar otra ruta a Johannesburgo en un plazo relativamente corto de tiempo también se está considerando.

## Historia
Atlantic Star Airlines ha sido incorporada como una sociedad de responsabilidad limitada en Inglaterra y Gales el 20 de noviembre de 2012. En junio de 2013 de Atlantic Star Airlines anunció que planea ofrecer vuelos semanales directos desde Londres a Santa Elena con recarga de combustible en el Aeropuerto de Barajas en Madrid, así como un vuelo semanal desde Santa Elena a Ciudad del Cabo. Las compañías de viajes consideran necesatio vuelos directos a Europa para establecer a Santa Elena como un destino turístico de lujo. La compañía dijo que aumentaría vuelos a dos o tres viajes por semana y agregaría Johannesburgo como tercer destino, si aumenta la demanda. El sector de cargas también es visto como una parte importante de la operación, potencialmente para ayudar a las exportaciones de la isla, sobre todo en términos de la pesca. Las capacidades de carga significativas se esperan en los vuelos de salida a Sudáfrica.
Varios reportes de prensa de agosto de 2013 afirmación de que el proyecto se encuentra en una base financiera sólida. De acuerdo a Atlantic Star Airlines cualquier partida de una aerolínea en la nueva ruta de Santa Elena necesitaría ayuda financiera en forma de subvenciones durante los primeros años de operación, mientras que los números de pasajeros aumenten.

## Destinos

Rutas planeadas

Atlantic Star Airlines tiene la intención de servir a los siguientes destinos:
- Isla Santa Elena
- Londres (semanal; desde/hacia el Aeropuerto de Londres-Gatwick o Aeropuerto de Londres-Stansted, con una parada para recarga de combustible en  Madrid)
- Ciudad del Cabo (semanal)
- Isla Ascensión (mensual)
- Johannesburgo (bajo consideración)

Enlaces aéreos a la isla Ascensión, así como a las islas Malvinas están bajo consideración, aunque la Base Aérea de la Isla Ascensión sigue cerrada al tráfico aéreo comercial, mientras que la larga distancia a las Malvinas (más de 6.000 km) en combinación con la longitud limitada de la pista de Santa Elena dictaría vuelos para operar con una menor capacidad de carga útil para poner la viabilidad de dicho servicio en cuestión.
Se espera que los vuelos a Londres aumenten hasta dos veces por semana a finales de 2017. Madrid ha sido elegida como la parada de recarga de combustible, ya que es un importante centro europeo, con excelentes conexiones para los pasajeros procedentes de Francia, Alemania y otros países que quieren volar a Santa Elena. La parada de recarga de combustible en Madrid tardaría unos 45 minutos.

## Flota

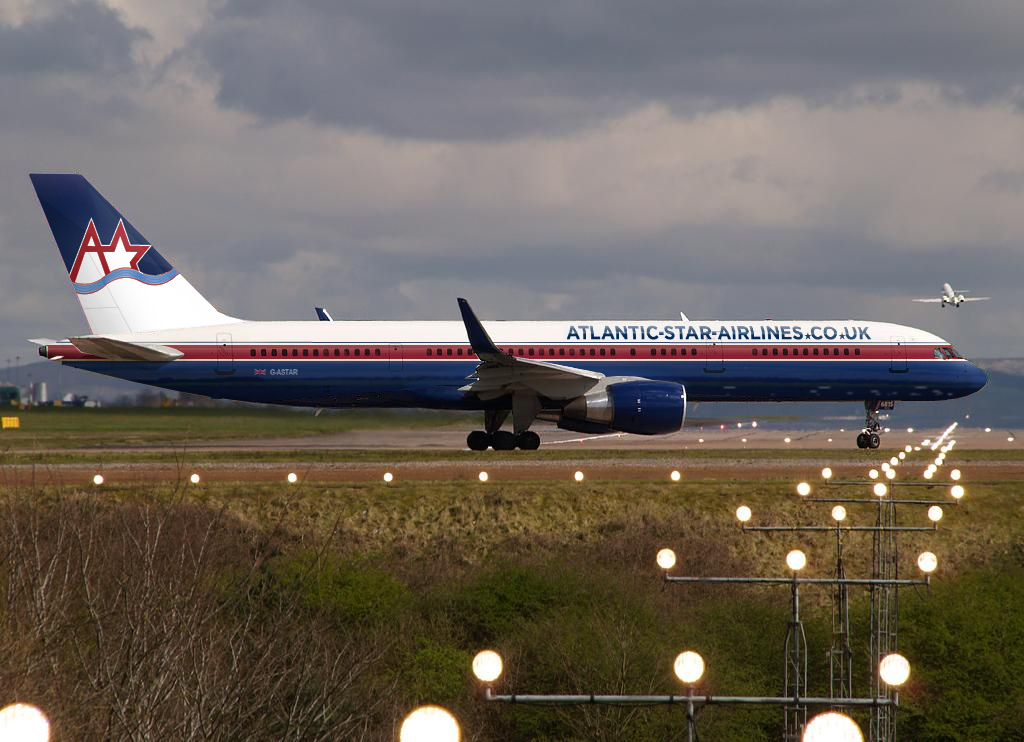
Un Boeing 757-200 con en lívery de Atlantic Star Airlines (montaje)

Debido a su capacidad de carga útil, alcance y requisitos de pista favorables Atlantic Star Airlines planea adquirir un Boeing 757-200 con winglets readaptado especialmente para llevar menos pasajeros y más combustible para los vuelos de larga distancia. Un Boeing 757-200 con winglets reduce el consumo de combustible en aproximadamente un 3,2%, resultando en un rango ligeramente superior. En lugar de la configuración común de 200 asientos, la aeronave tendrá sólo 120 en un configuración de tres clases.
Originalmente especificaciones del campo de aviación del aeropuerto de Santa Elena no permitían un Boeing 757, pero un cambio de diseño acordado en octubre de 2013 permitirá atender operaciones de una gama más amplia de aeronaves, en particular, el Boeing 757-200 y otra más pequeña de código D.